# Gruppo Taller di Stoccolma
Il Gruppo Taller di Stoccolma fu un gruppo di autori cileni fondato nel 1977, in Svezia, dai poeti Sergio Infante, Adrián Santini e Carlos Geywitz, ai quali si sono aggiunti nel 1978 il poeta Sergio Badilla Castillo ed il narratore Edgardo Mardones, che lavorò fino alla fine degli anni ottanta.

## Storia
Il gruppo Taller di Stoccolma contribuì notevolmente a diffondere la letteratura cilena ed ispano-americana in Scandinavia alla fine del XX secolo.
Una parte importante di questo lavoro collettivo fu svolta dall'autore svedese Sun Axelsson, che sin dall'arrivo di questi autori esiliati a Stoccolma funse da tramite con i circoli intellettuali scandinavi.
Tra le prime opere del gruppo Taller si ricordano: Sull'esilio di Sergio Infante, Dopo il centauro d'Adrián Santini, L'occhio dell'ira di Carlos Geywitz, La dimora del Segno di Sergio Badilla Castillo o Cappuccetto aspettando al lupo di Edgardo Mardones.
Nel 1991 liriche dei quattro poeti del gruppo - Infante, Badilla, Santini e Geywitz - sono inserite nella prima antologia tradotta in svedese di poesia cilena, curata dalla poetessa Sun Axelsson, e dai traduttori Marina Torres, Leif Duprez e Soren Persson, con il titolo di Bevingade Lejon (Leone alato).
La comunità letteraria di questi autori cessò di esistere definitivamente alla fine degli ottanta, a causa del ritorno di Badilla e di Mardones in Cile e per l'attività di insegnamento e di ricerca di Infante e di Santini.